# Muzeul Național Filatelic
Muzeul Național Filatelic este o instituție culturală din România destinată cunoașterii timbrelor, a scrisorilor sau a altor mijloace de comunicare prin poștă.
A fost inaugurat la 1 octombrie 2004 în Palatul Poștelor, pe Calea Victoriei nr. 12, în prezent sediu al Muzeului Național de Istorie a României, și expune, în trei săli, pe o suprafață de peste 600 de metri pătrați, piese din tezaurul Poștei Române.
Un control al Curții de Conturi efectuat în luna octombrie 2009 la Muzeul Național Filatelic a relevat faptul că cele 215 timbre „Cap de bour 1858”, prima emisiune, au fost înlocuite cu falsuri. Alte 660 timbre „Cap de Bour 1858” din a doua emisiune și „Principatele Unite 1862 și 1864” par a fi tot falsuri.